# エルクレスCF
エルクレス・デ・アリカンテ・クルブ・デ・フトボル, S.A.D.（Hércules de Alicante Club de Fútbol, S.A.D. (スペイン語発音: [ˈerkules])）は、スペイン・バレンシア州アリカンテに本拠地を置くサッカークラブ。2023-24シーズンはセグンダ・フェデラシオンに所属している。

## 歴史

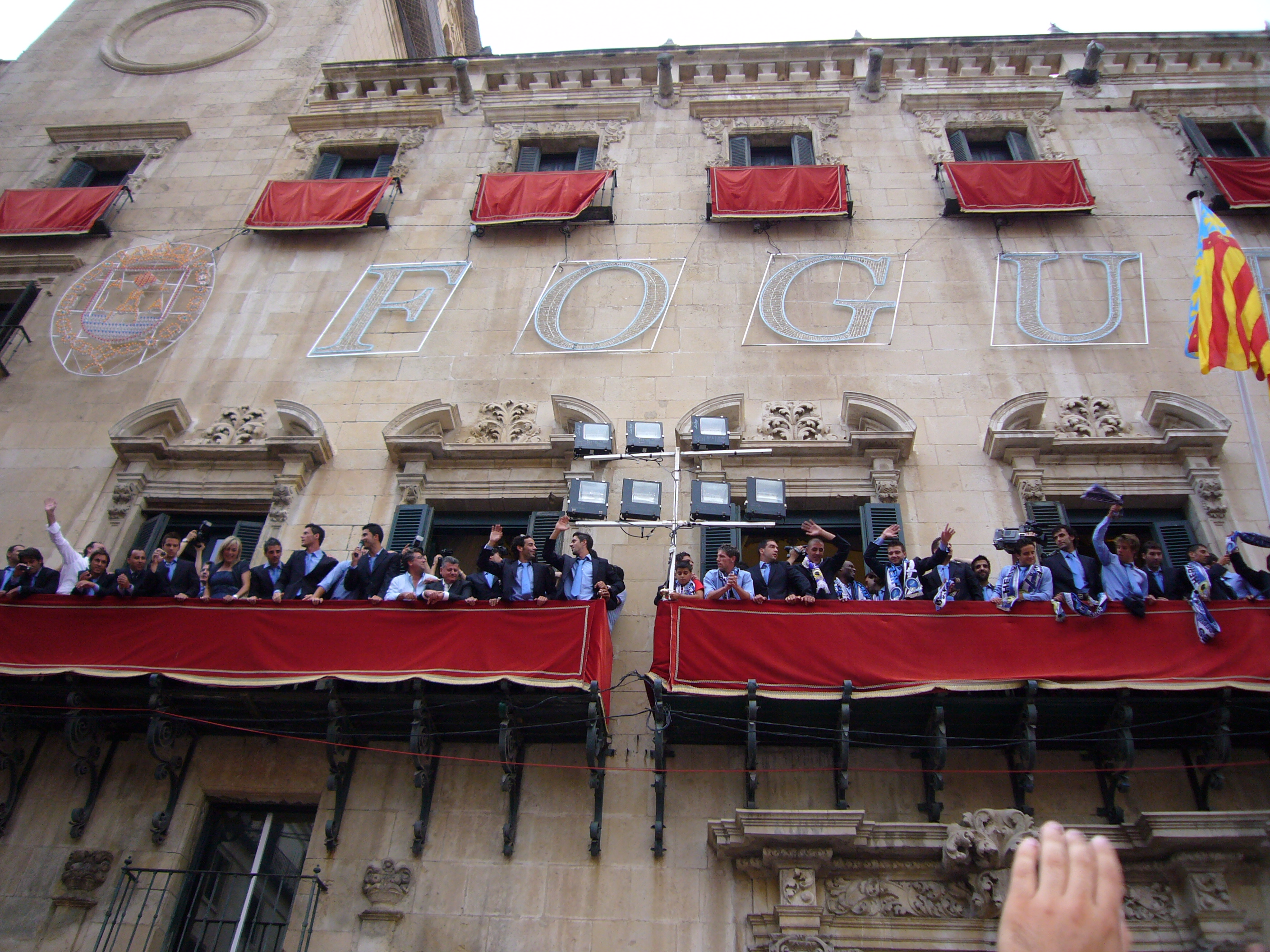
プリメーラ昇格を喜ぶ選手（2010年）

1922年創設。1935-36シーズンに初めてプリメーラ・ディビシオン（1部）に参戦したが、その後の約40年間は主にセグンダ・ディビシオン（2部）でプレーし、時にはテルセーラ・ディビシオン（当時3部）にも在籍した。1961年から1969年までは同じアリカンテに本拠地を置くアリカンテCFがエルクレスCFの若手有望株を育成するクラブとして機能した。1970年代半ばから1980年代後半にかけてプリメーラ・ディビシオンに計10シーズン在籍した後はセグンダ・ディビシオンやセグンダ・ディビシオンB（3部）でプレーし、1995-96シーズン終了後に9年ぶりのプリメーラ・ディビシオン昇格を決めたが、この時は1シーズンでセグンダ・ディビシオン降格となり、再びセグンダ・ディビシオンBまで落ちた。
2004-05シーズンはセグンダ・ディビシオンBを2位で終え、昇格プレーオフを勝ち抜いて5シーズンぶりにセグンダ・ディビシオンに昇格した。2005-06シーズンから3シーズンはセグンダ・ディビシオンで確固たる地位を築き、2008-09シーズンは昇格したCDテネリフェと勝ち点3差の4位で昇格を逃した。2009-10シーズンは常に昇格争いに絡むシーズンを送った。41節のラーヨ・バジェカーノ戦は前半終了時点で0-1と劣勢だったが、後半に2-1と逆転して勝利し、レアル・ベティスを上回って昇格圏内の3位に浮上した。最終節（42節）はセグンダ・ディビシオンB降格の危機にあったレアル・ウニオンに2-0で勝利し、13シーズンぶりのプリメーラ・ディビシオン昇格を果たした。レバンテUD、エルクレスCF、レアル・ベティスの3クラブは同勝ち点であり、得失点差で昇格クラブが決まる接戦であった。
2010-11シーズン、2010年9月11日にカンプ・ノウで行われたFCバルセロナ戦はネルソン・バルデスの2得点で2-0と勝利した。FCバルセロナはホームで13連勝中であり、3ヶ月以上に渡って1得点以上を挙げていたが、どちらの記録もストップさせ、1年3か月ぶりにホームでの敗北を与えた。両者の対戦は1996-97シーズン以来であったが、この勝利でFCバルセロナに対して3連勝となった。シーズン前半戦は順位表の中位に位置したが、後半戦に失速し、19位でセグンダ・ディビシオン降格となった。

## タイトル

### 国内タイトル
- セグンダ・ディビシオン (3)

1934-35, 1965-66, 1995-96
- テルセーラ・ディビシオン (5)

1931-32, 1932-33, 1959-60, 1968-69, 1969-70

## 過去の成績
| シーズン | ディビジョン | 順位 | コパ・デル・レイ |
| -------- | ------------ | ---- | ---------------- |
| 1929-30  | テルセーラ   | 5位  |                  |
| 1931-32  | テルセーラ   | 1位  |                  |
| 1932-33  | テルセーラ   | 1位  |                  |
| 1933-34  | テルセーラ   | 4位  |                  |
| 1934-35  | セグンダ     | 1位  |                  |
| 1935-36  | プリメーラ   | 6位  |                  |
| 1939-40  | プリメーラ   | 6位  |                  |
| 1940-41  | プリメーラ   | 9位  |                  |
| 1941-42  | プリメーラ   | 13位 |                  |
| 1942-43  | セグンダ     | 4位  |                  |
| 1943-44  | セグンダ     | 10位 |                  |
| 1944-45  | セグンダ     | 2位  |                  |
| 1945-46  | プリメーラ   | 14位 |                  |
| 1946-47  | セグンダ     | 4位  |                  |
| 1947-48  | セグンダ     | 6位  |                  |
| 1948-49  | セグンダ     | 4位  |                  |
| 1949-50  | セグンダ     | 10位 |                  |
| 1950-51  | セグンダ     | 4位  |                  |
| 1951-52  | セグンダ     | 4位  |                  |
| 1952-53  | セグンダ     | 2位  |                  |

| シーズン | ディビジョン | 順位 | コパ・デル・レイ |
| -------- | ------------ | ---- | ---------------- |
| 1953-54  | セグンダ     | 2位  |                  |
| 1954-55  | プリメーラ   | 6位  |                  |
| 1955-56  | プリメーラ   | 16位 |                  |
| 1956-57  | セグンダ     | 2位  |                  |
| 1957-58  | セグンダ     | 5位  |                  |
| 1958-59  | セグンダ     | 13位 |                  |
| 1959-60  | テルセーラ   | 1位  |                  |
| 1960-61  | セグンダ     | 3位  |                  |
| 1961-62  | セグンダ     | 7位  |                  |
| 1962-63  | セグンダ     | 8位  |                  |
| 1963-64  | セグンダ     | 2位  |                  |
| 1964-65  | セグンダ     | 4位  |                  |
| 1965-66  | セグンダ     | 1位  |                  |
| 1966-67  | プリメーラ   | 15位 |                  |
| 1967-68  | セグンダ     | 15位 |                  |
| 1968-69  | テルセーラ   | 1位  |                  |
| 1969-70  | テルセーラ   | 1位  |                  |
| 1970-71  | セグンダ     | 11位 |                  |
| 1971-72  | セグンダ     | 14位 |                  |
| 1972-73  | セグンダ     | 9位  |                  |

| シーズン | ディビジョン | 順位 | コパ・デル・レイ |
| -------- | ------------ | ---- | ---------------- |
| 1973-74  | セグンダ     | 2位  |                  |
| 1974-75  | プリメーラ   | 5位  |                  |
| 1975-76  | プリメーラ   | 6位  |                  |
| 1976-77  | プリメーラ   | 13位 |                  |
| 1977-78  | プリメーラ   | 15位 |                  |
| 1978-79  | プリメーラ   | 12位 |                  |
| 1979-80  | プリメーラ   | 15位 |                  |
| 1980-81  | プリメーラ   | 13位 |                  |
| 1981-82  | プリメーラ   | 17位 |                  |
| 1982-83  | セグンダ     | 8位  |                  |
| 1983-84  | セグンダ     | 3位  |                  |
| 1984-85  | プリメーラ   | 15位 |                  |
| 1985-86  | プリメーラ   | 17位 |                  |
| 1986-87  | セグンダ     | 5位  |                  |
| 1987-88  | セグンダ     | 18位 |                  |
| 1988-89  | セグンダB    | 8位  |                  |
| 1989-90  | セグンダB    | 13位 |                  |
| 1990-91  | セグンダB    | 5位  |                  |
| 1991-92  | セグンダB    | 5位  | 3回戦            |
| 1992-93  | セグンダB    | 4位  | 3回戦            |

| シーズン  | ディビジョン | 順位 | コパ・デル・レイ |
| --------- | ------------ | ---- | ---------------- |
| 1993-94   | セグンダ     | 7位  | 4回戦            |
| 1994-95   | セグンダ     | 9位  |                  |
| 1995-96   | セグンダ     | 1位  | ラウンド16       |
| 1996-97   | プリメーラ   | 21位 | 3回戦            |
| 1997-98   | セグンダ     | 11位 | 2回戦            |
| 1998-99   | セグンダ     | 21位 |                  |
| 1999-2000 | セグンダB    | 4位  |                  |
| 2000-01   | セグンダB    | 11位 | 予選             |
| 2001-02   | セグンダB    | 3位  |                  |
| 2002-03   | セグンダB    | 11位 | 2回戦            |
| 2003-04   | セグンダB    | 9位  |                  |
| 2004-05   | セグンダB    | 2位  |                  |
| 2005-06   | セグンダ     | 17位 | 1回戦            |
| 2006-07   | セグンダ     | 16位 | ラウンド32       |
| 2007-08   | セグンダ     | 6位  | ラウンド32       |
| 2008-09   | セグンダ     | 4位  | ラウンド16       |
| 2009-10   | セグンダ     | 2位  | ラウンド16       |
| 2010-11   | プリメーラ   | 19位 | ラウンド32       |
| 2011-12   | セグンダ     | 5位  |                  |
| 2012-13   | セグンダ     | 17位 |                  |

| シーズン | 部 | ディヴィジョン | 順位    | コパ・デル・レイ |
| -------- | -- | -------------- | ------- | ---------------- |
| 2013-14  | 2  | セグンダ       | 22位    | 3回戦敗退        |
| 2014-15  | 3  | セグンダB      | 4位     | 1回戦敗退        |
| 2015-16  | 3  | セグンダB      | 3位     | 1回戦敗退        |
| 2016-17  | 3  | セグンダB      | 7位     | ベスト32         |
| 2017-18  | 3  | セグンダB      | 10位    | 3回戦敗退        |
| 2018-19  | 3  | セグンダB      | 2位     |                  |
| 2019-20  | 3  | セグンダB      | 18位    | 1回戦敗退        |
| 2020-21  | 3  | セグンダB      | 4位/3位 |                  |
| 2021-22  | 4  | 連盟2部        |         |                  |
| 2022-23  | 4  | 連盟2部        | 7位     | 1回戦敗退        |
| 2023-24  | 4  | 連盟2部        |         |                  |

- 20シーズン - プリメーラ・ディビシオン
- 43シーズン - セグンダ・ディビシオン
- 18シーズン - セグンダ・ディビシオンB
- 1シーズン - セグンダ・ディビシオンRFEF
- 7シーズン - テルセーラ・ディビシオン

## 歴代監督
- マヌエル・オリバレス (1939-1941)
- ホセ・イララゴーリ (1955-1956)
- カルロス・イトゥラスペ (1961-1963)
- ホセ・ベルムデス (1962-1965)
- ペペ・ミジャン (1964-1965)
- セルヒオ・ロドリゲス (1967-1968)
- アントニ・ラマレッツ (1967-1968)
- アルバロ・ペレス (1968-1969)
- ルイス・オルテガ (1968-1969)
- ミゲル・ゴンサレス・ペレス (1970-1971)
- シャーンドル・コチシュ 1972-1974
- ミゲル・ムニョス 1976-1977
- パキート 1982
- マルセル・ドミンゴ 1989
- ダビド・ビダル 1997-1998
- アルバロ・ペレス (2001-2002)
- フェリペ・ミニャンブレス & エルネスト・リュブラガート (2001-2002)
- フェリペ・ミニャンブレス (2002-2003)
- ヨシップ・ヴィシュニッチ (2002-2003)
- ホセ・カルロス・グラネロ (2003-2005)
- ハビエル・スビラッツ (暫定) (2004-2005)
- フアン・カルロス・マンディア (2004-2006)
- パキート・エスクデロ (暫定) (2005-2006)
- ホセ・ボルダラス (2005-2007)
- ホス・ウリベ (2006-2007)
- パキート・エスクデロ (2006-2007)
- アンドニ・ゴイコエチェア (2007-2008)
- フアン・カルロス・マンディア (2008-2009)
- エステバン・ビーゴ (2009-2011)
- ミロスラヴ・ジュキッチ (2011)
- フアン・カルロス・マンディア (2011-2012)
- キケ・エルナンデス (2012-2014)
- スラヴィシャ・ヨカノヴィッチ (2014)
- パチェタ (2014-2015)
- マノロ・エレーロ (2015-2016)
- ビセンテ・ミル (2016)
- ルイス・テベネット (2016-2017)
- カルロス・ルケ (2017)
- グスタボ・シビエロ (2017)
- クラウディオ・バラガン (2017-2018)
- ヨシプ・ヴィシュニッチ (2018)
- リュイス・プラナグマ (2018-2019)
- ホセ・ルイス・ベガル (2019)
- ヘスス・ムニョス (2019)
- ビセンテ・ミル (2019-2020)
- セルヒオ・モラ・サンチェス (2021-)

## 歴代所属選手

### GK
- ヤン・トマシェフスキ 1981-1982
- トニョ 2002-2003
- セルヒオ・サンチェス・サンチェス 2005-2006
- リュドヴィク・ビュテル 2005
- イスマエル・ゴメス・ファルコン 2007、2011-

### DF
- エラディオ 1972-1974
- フアン・バエナ 1972-1982
- ダビド・カステード 1997-1998
- アーロン・ガリンド 2006
- セサル・マルティン 2007-2009
- ファンラ 2009-2013
- ノエ・パマロ 2009-2011, 2013-2014

### MF
- ジョゼップ・マリア・フステ 1972-1973
- サンドロ・メンデス 1996-1998
- ミゲル・デ・ラス・クエバス 2004-2006
- シシ 2004-2006
- フランシスコ・ファリノス 2006-2011
- アリエル・モンテネグロ 2006-2008
- ディエゴ・マテオ 2006-2007
- カルメロ・ゴンサレス 2007
- アベル・アギラール 2008-2009
- フランシスコ・ルフェテ 2009-2012
- クリスティアン 2009-2012
- フアンミ・カジェホン 2011-2013
- フラン・メリダ 2012-2013
- 杉田祐希也 2013-2015

### FW
- マヌエル・オリバレス 1939-1941
- ルイス・アラゴネス 1959-1960
- マリオ・ケンペス 1984-1986
- マノロ・アルファロ 1994-1998, 2001-2003
- フラビオ・マエストリ 1997-1998
- ロナルド・ゴメス 1997-1998
- ミラン・オステルツ 1998-1999
- モイセス・ガルシア 2005-2007
- パブロ・カランドリア 2006-2007
- シスコ・ナダル 2006-2007
- トテ 2006-2012
- イオネル・ダンチウレスク 2009-2010
- ホセバ・デル・オルモ 2009-2011
- ハビエル・ポルティージョ 2010-2011、2012-2015
- ダヴィド・トレゼゲ 2010-2011
- ネルソン・バルデス 2010-2011
- エズ・アブデ 2019-2021